# Köbölkút
Köbölkút (szlovákul Gbelce) község Szlovákiában, a Nyitrai kerületben, az Érsekújvári járásban.

## Fekvése
Párkánytól 19 km-re északnyugatra fekszik.
A község a Duna és a Garam választóvonalán, dombos vidék déli nyúlványán terül el.
A Duna melléki sík talaj alkalmas gabona, szőlő, illetve gyümölcs termesztésére. A határvidék északi része, a Párizsi-csatorna mocsaras talajának köszönhetően náddal benőtt. A falu különlegességéhez tartozik a környező nádas állat- és növényvilága, amelyben védett növény- illetve állatfajok sokasága él. A községet déli és részben nyugati irányból gazdag lomblevelű erdő övezi.

## Nevének eredete
Kiss Lajos nyelvész szerint a magyar Köbölkút helységnevek elsődlegesen olyan kútra, forrásra vonatkoztak, amelynek gödrét üreges belű, odvas vagy kivájt fatörzzsel, az úgynevezett köböllel bélelték ki.
A Gbelce szlovák név a magyarból származik.

## Élővilága

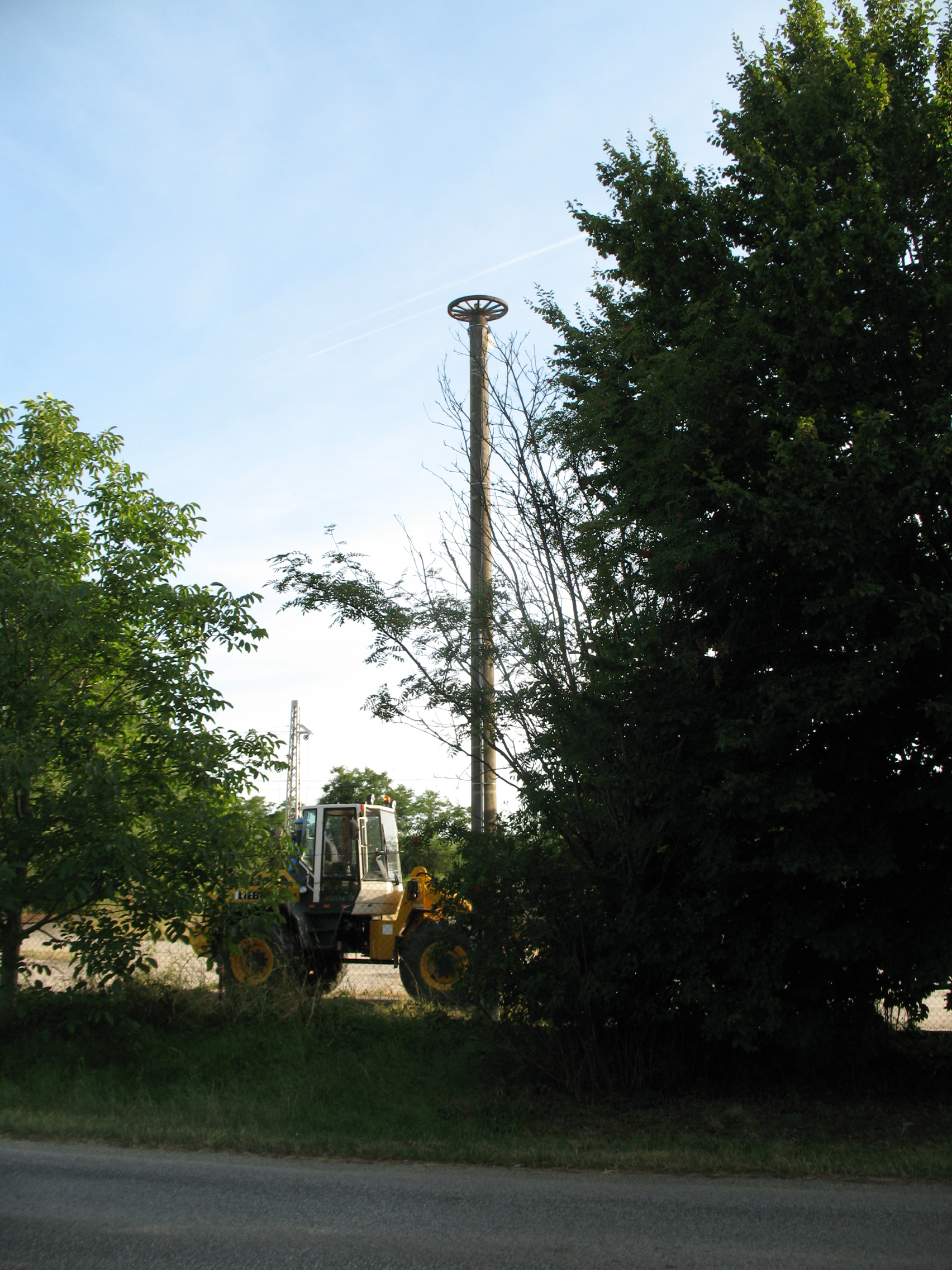
2014
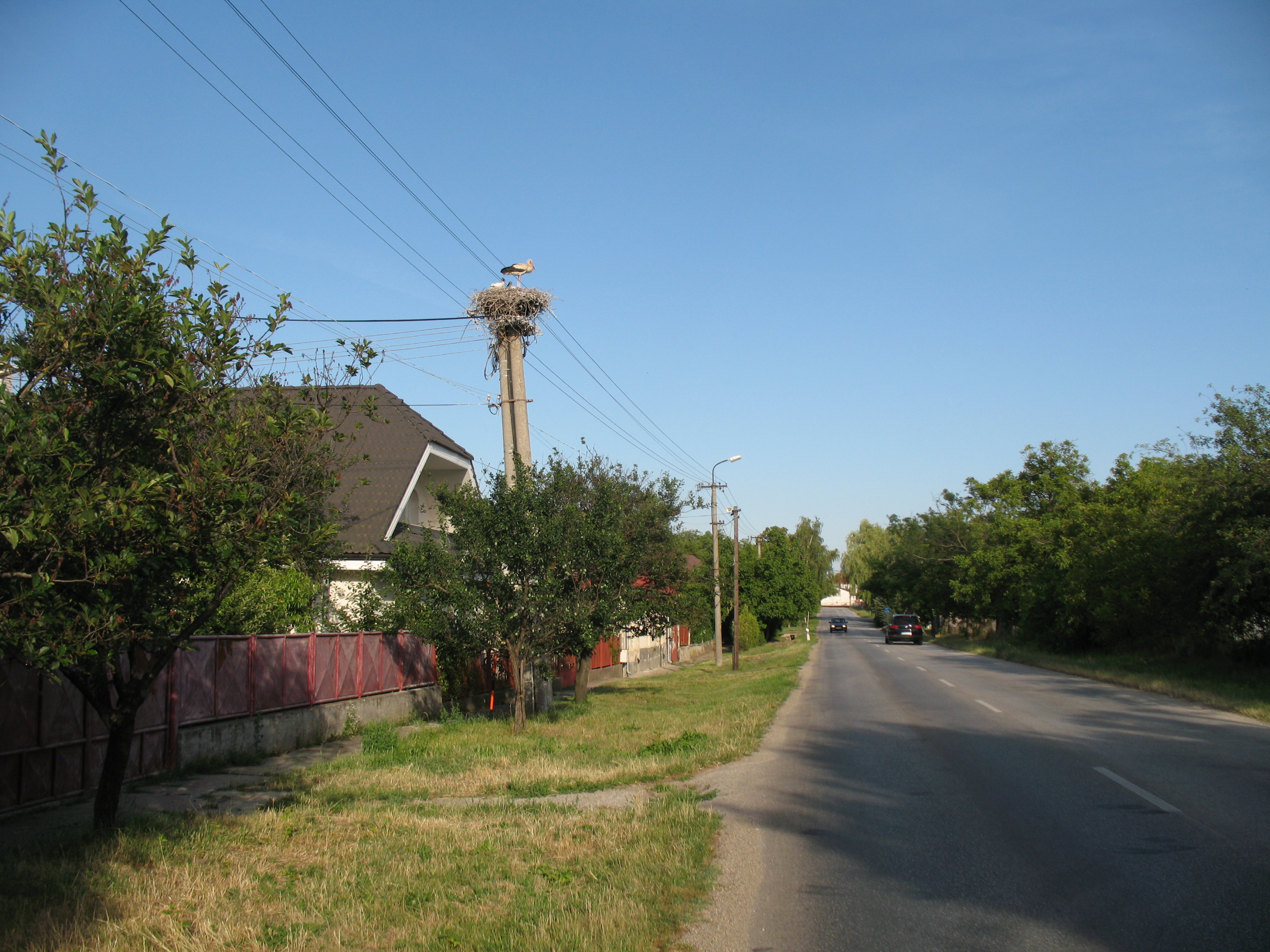
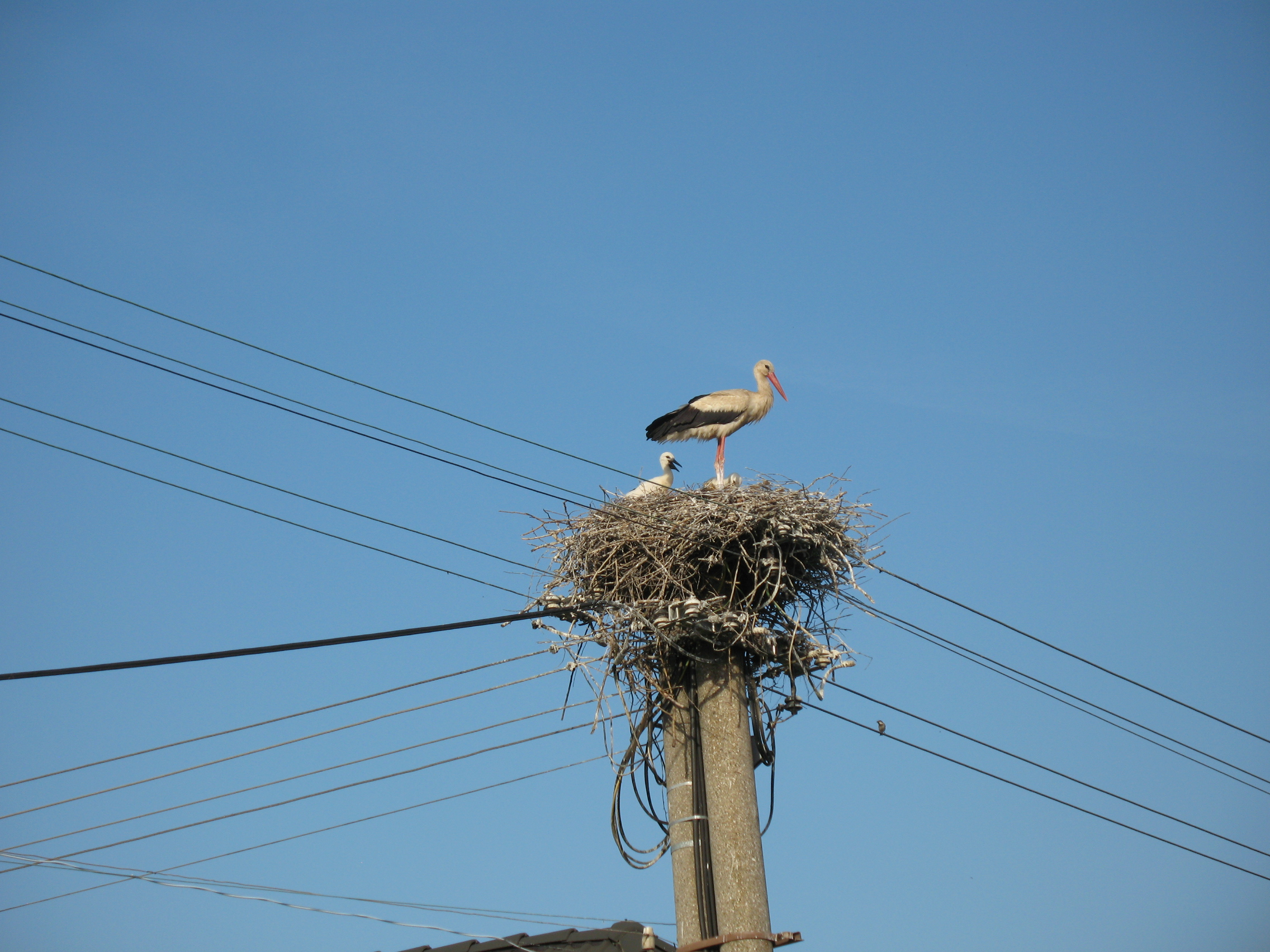
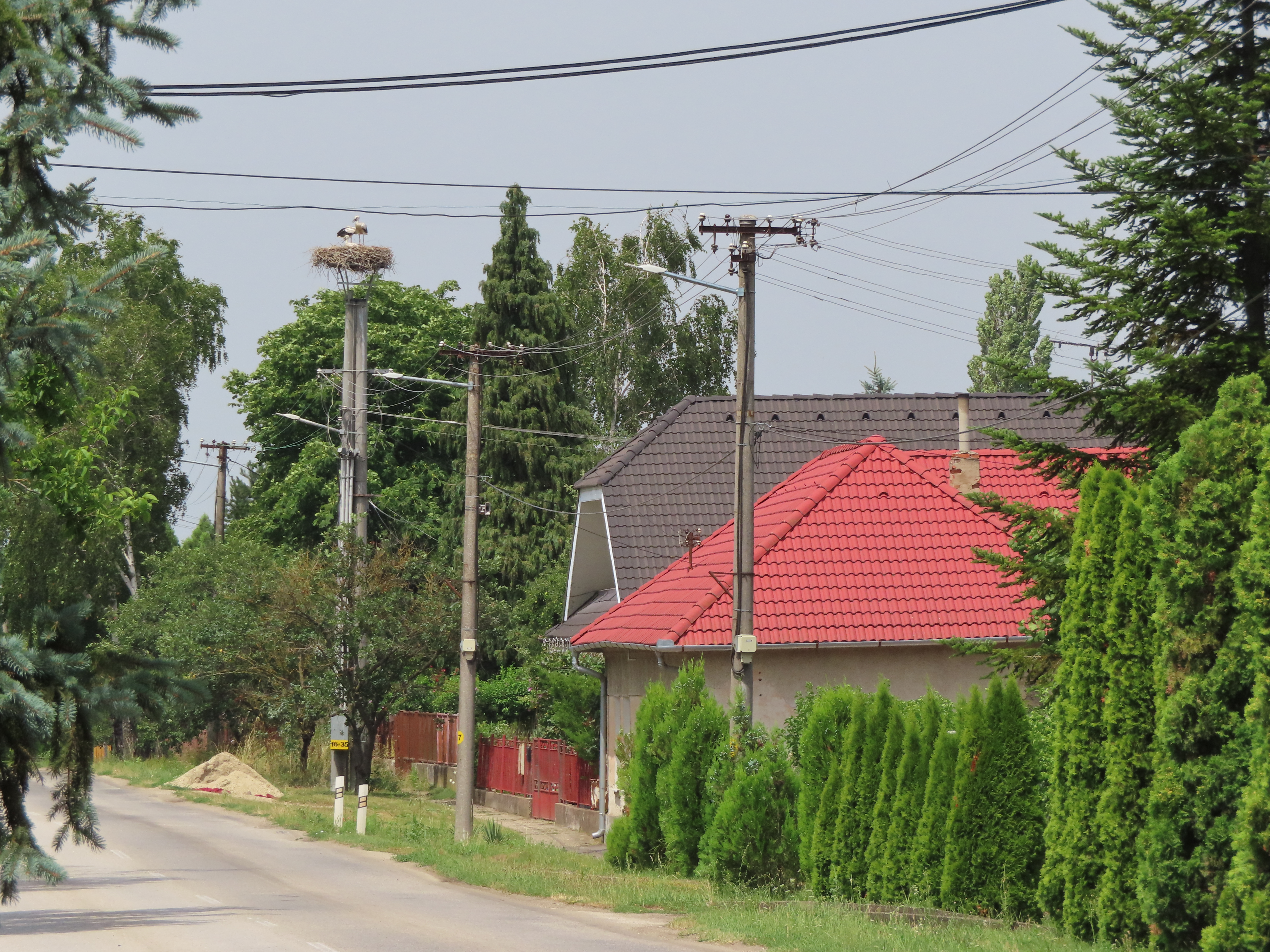
2021
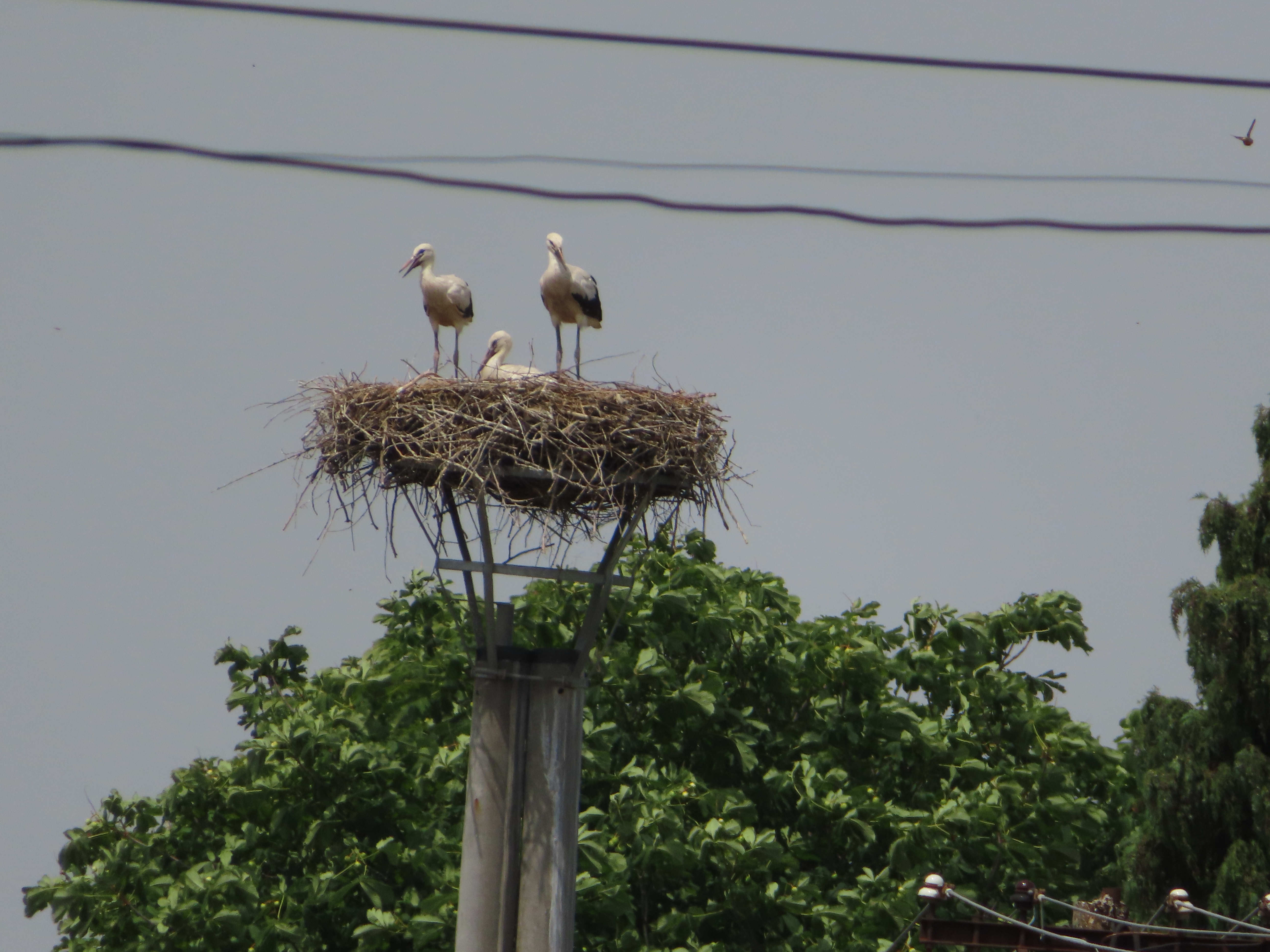
2021
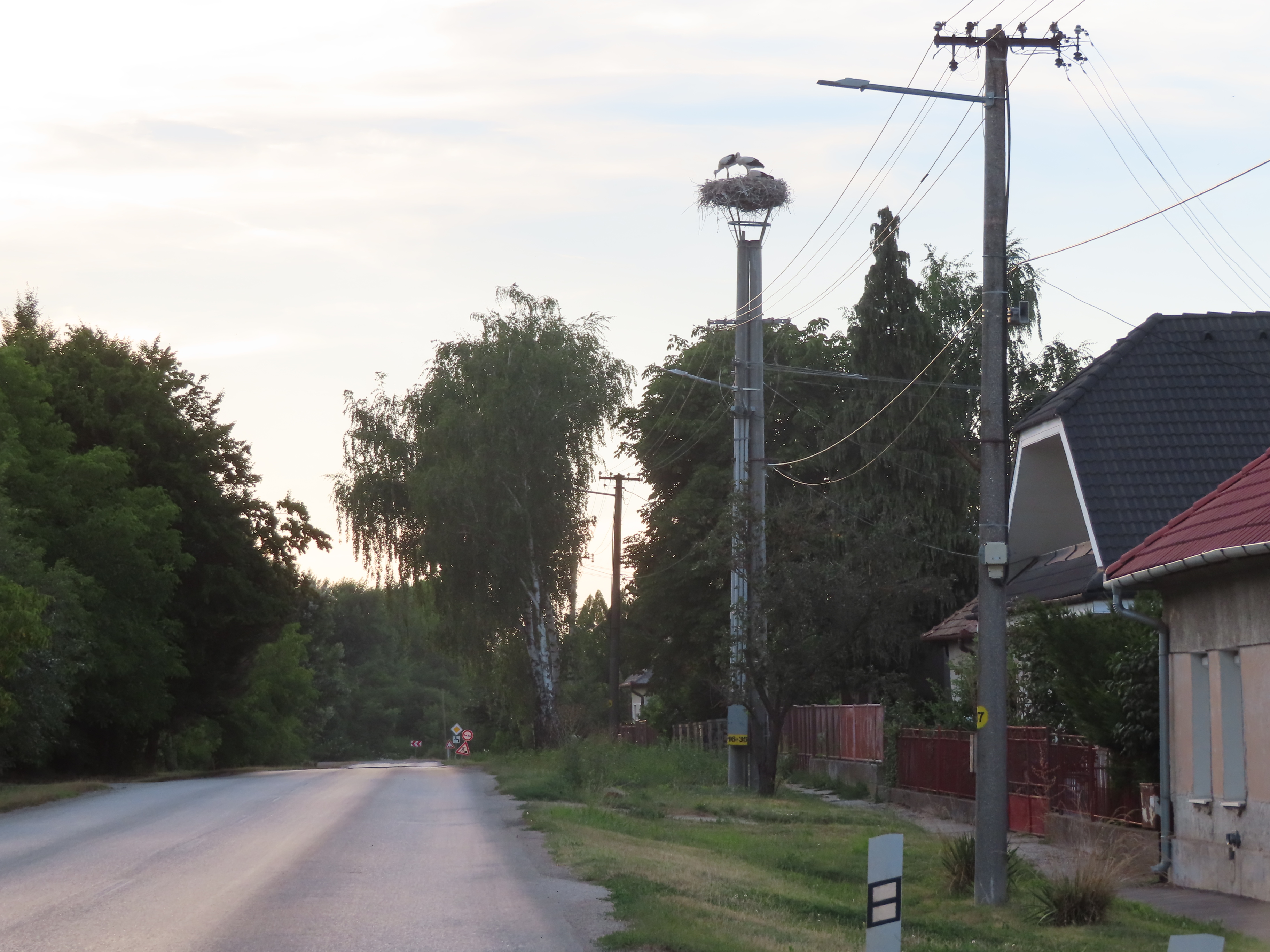
2022

1960-ban pocgém áttelelését észlelték.
Köbölkúton egykor volt gólyafészek a vasútállomásnál is. Ma az Érsekújvár felé vezető főút mentén van egy gólyafészek és egy alátét. 2014-ben két fiókát gyűrűztek meg. 2015-től alátétre helyezték át a fészket. 2021-ben 3 fiókát számolták össze. A falu határában fekszik a Párizsi-mocsarak Természetvédelmi Terület, amelynek gazdag élővilága a határokon túl is ismertté tette a falu nevét.

## Története
A község területén az újkőkorszaki vonaldíszes kerámia telepét[forrás?], valamint északra a vadászlestől valószínűleg rézkori leleteket találtak. A Hévmagyarádi kultúrába sorolható fémtárgy is előkerült. A hallstatt (kora vaskor) és latén korból (fiatalabb vaskor) csontvázas sírokat tártak fel.[forrás?] 2005-ben Gergov dűlőben temetőt, Hangaš dűlőben települést azonosítottak a római korból. Ezen kívül a vasútállomásnál terra sigillata is előkerült. Koraközépkori telepre utaló kerámia került elő Peter Romsauer 1973-as terepbejárása során a Párizsi-csatorna balparti teraszán. Koraközépkori leletek kerültek elő a 665. számú ház építésénél, valamint a Libalegelő dűlőben. Alojz Habovštiak 1962-ben végzett terepbejárást a téglagyárnál, mely során 11-13. századra keltezhető cserepeket gyűjtött. Légifotózás segítségével további telepjelenségeket is megfigyeltek a Párizsi-mocsarakban, illetve Záhumnie dűlőben temetkezéseket is. Nová Osada nevű rész vasútállomásánál – szintén légirégészeti módszerekkel – valószínűsíthetően római kori telep és középkori temető nyomait figyelték meg.
Egy Szent István kori oklevél már említ egy települést a mai Köbölkút helyén, mely egy köves kút szomszédságában feküdt.[forrás?] A helység fontos kereskedelmi útvonalon feküdt a középkorban is. A falu első fennmaradt írásos említése Petrus, Comes de villa Cubulcut formában 1233-ból származik. 1245-ben az esztergomi káptalan bizonyságlevelében szerepel Petrus de Cubulcut. 1299-ben III. András parancsa szerint, András comes fia Joanka mester azt panaszolta, hogy Kubulkuth nevű falujából Kurth-i Péter és társai 32 ökröt vittek el. Ugyanezen évben pereskedett még Joanka mester és ebben említik Kubulkuth nevű falujának esetleges elpusztítását is.
1319-ben Kubulkuthi Gwla fia László comes választott bíraként szerepel egy birtokperben. Az irat II. Ulászló 1494-es átiratában maradt csak fenn. Ugyancsak 1319-ben tiltják Kubulkuth-i Tooth Péter fia Tamást a Lyzko föld melletti rész megvételétől. Ugyanezen évben egy, a Nógrád vármegyében lévő herenchen-i birtok és a Szent Mihály tiszteletére épült templom felét Kwbulkwth-i Péter fia Tamás magisternek és rokonának adják. Ezen irat csak egy 1429-es átiratban maradt fenn. 1325-ben néhai Kebelkwth-i Jula comes fiai, László és István fogott bírákként szerepelnek. 1328-ban Jula fia László comes és testvére István, Kubulkuth-i nemesek képviselnek Scenthamaskyurth birtok ügyében. 1333-ban Jula fia István szerint Magyar Pál mester jobbágyai Scuenfolu népét az ő kubulkuthi birtokán lévő házába vitték, apját és testvérét megsebesítették és egyéb károkat okoztak. 1332-1337 között összeírt pápai tizedjegyzékben Matias de Gbulcut 6 garassal szerepel. 1346-ban Kebelkut alakban írva említik a korabeli források. A 14. században a Köbölkúti család birtoka, később több nemesi családé volt. Itt a zobori bencés apátság is eljárt hivatalos ügyben.
1520-ban Kewbewlkwth alakban említik. 1570-ben 40 házban 82 férfiembert jegyeztek fel a török adószedők. 1593-ban feldúlta a török. 1611. szeptemberében az esztergomi törökök csapdát állítottak itt a szőgyéni őrségnek. A 17. század elején a Keglevich család, 1635-től a Pálffyak a birtokosai. 1663-ban a törökök Érsekújvár ellen készültek, a várkapitány megpróbált Köbölkútnál rajtuk ütni, de a törökök kivédték a támadást és a keresztény katonák nagy része elesett. 1664-ben 55 háztartásban 69 fejadófizetőt írtak össze a török adóösszeírásban. A század végén elnéptelenedett. 1715-ben szőlőskertje és 23 adózó háztartása volt. 1787-ben 90 házában 629 lakos élt. 1828-ban 99 házát 777-en lakták. Lakói földművesek, kézművesek, kereskedők voltak. A 18. században nagy halastó található a községben. Az 1820-as években lecsapolták a mocsarakat. 1873-ban Simor János érsek 200 forintot adományozott az iskolára. A 20. század elején téglagyár működött a faluban.
Vályi András szerint „KÖBÖLKÚT. Magyar falu Esztergom Várm. földes Ura G. Pálfy Uraság, lakosai katolikusok, fekszik Esztergomhoz, mint egy 2 mértföldnyire, tava nevezetes, mind jó nagyságáért, mind pedig azért, mert sok, és jó ízű halakat szolgáltat, nádat is terem. Határja közép termékenységű, legelője, fája elég van, szőlleji jók, piatzozása a’ Dunán, és Esztergomban.”
Fényes Elek szerint „Köbölkut, Esztergom most Komárom vmegyében, magyar–német falu, Esztergomtól nyugotra 2 1/4 mfdnyire, egy posványos vizér mellett: 827 kath., 5 ref., 8 zsidó lak. Kath. paroch. templom. Határja részint dombos, részint róna; bora, fája gabonája bőven. F. u. h. Pálfy. Postahivatal és váltás Perbete közt. A lakosok birnak 493 1/2 hold másod, 1057 1/2 h. harmadik osztályu szántóföldet, 705 h. rétet, 385 kapa szőlőt.”  Archiválva 2007. szeptember 27-i dátummal a Wayback Machine-ben
A község fejlődésére nagy hatással volt a vasútvonal kiépülése a 19. század derekán. Fontos eseménynek számított a Budapest-Pozsony-Bécs közötti vasútvonal felépítése. Ennek munkálataival 1851-ben jutottak el Köbölkútig. A magas töltéseket, a földmunkát és más munkálatokat főleg olasz munkások végezték. Ők a munkálatok haladásával folyamatosan a sorra következő falvakban voltak elszállásolva. A falu gazdái kocsikkal, szekerekkel segédkeztek az építkezésben, a munkások élelmezését a falvak biztosították, s ez már magában is jövedelmező volt. A vasútvonalat 1905-ben kétvágányúra építették át. 1914-ben tervbe vették egy Komáromot Köbölkúttal összekötő vasútvonal építését is. Ennek útvonala 1914 nyarán már ki is volt jelölve, és megkezdődött a földek felvásárlása a vasútépítés céljaira. Ez azonban a nyár végén kitört első világháború miatt nem valósult meg.
A trianoni békediktátumig Esztergom vármegye Párkányi járásához tartozott. Köbölkút és környéke az 1918. október 28-án megalakult Csehszlovák Köztársaság része lett. A világháború négy éve alatt a falu lakosainak jelentős hányada halt meg a különböző frontokon és fogolytáborokban. Emlékükre a gyászoló hozzátartozók és a község lakosai a falu közepén, a régi községháza előtt emlékművet állítottak. A háború utolsó évében elvitték a templom nagyharangját is, a hadiipar szükségleteire. A harangot a templom tornyából katonák vették le; kötélen leeresztették, kocsira tették, s virágokkal feldíszítve a falu utcáin a lakosok elbúcsúzhattak tőle.
1938 és 1945 között újra Magyarország része volt. A faluban volt központja a Hanza Szövetkezetnek.
1946-ban az elsők között innét tervezték deportálni a magyarokat Csehországba. 1946 novembere és 1947 februárja között itt is beindult a deportálások második hulláma.
Ezekben az években zajlott a lakosságcsere program is. A csehszlovák kormány mintegy 200 000 magyartól akart megszabadulni eme módszer alkalmazásával. Az áttelepítés azonban a köbölkútiakat nem sújtotta. Ezt ugyanis 1948. június 10-én leállították, addig a falu nem került sorra, bár 186 családban 855 személy számára már kiosztották az áttelepítésre kijelölő ún. „fehér lapot". Hinora Sándor, aki tagja volt a lakosságcsereegyezményt irányító csoportnak, Köbölkút lakosságának kitelepítését egyre halogatta, a falu besorolását késleltette. Amikor pedig már nem volt további halasztási lehetőség és az állomásra kiállították a vagonokat, az áttelepítést éppen leállították, így neki köszönhetik a köbölkútiak, hogy a szülőfalujukban maradhattak.
A tervszerű néprajzi kutatások már az 1970-es évektől megindultak a faluban. A földművelésben az ugart is évente többször beszántották.
A rendszerváltás jelentősebb változásokat hozott nemcsak országos, de helyi szinten is. 1990-ben megalakult az önkormányzat, amelynek szervei - a község polgármestere és képviselő-testülete - 1990 novemberében, demokratikusan és szabadon lettek megválasztva, és 1991. január 1-jén kezdték meg működésüket, a törvény adta feladatok, kötelességek és jogok keretein belül. 
A község mint önálló jogi személy, maga dönt normatív feladatainak ellátásáról, valamint a falu fejlődéséről, ennek irányáról, tartalmáról. Mindehhez saját költségvetéssel rendelkezik, amely évenként összeállítva bevételeinek összegétől függően irányozza elő a kiadások terjedelmét is. Az évi költségvetés javaslatát a polgármester terjeszti a képviselő-testület elé, amely erről többségi szavazattal dönt. A testület rendszeresen, kéthavonta ülésezik, tárgyalásai nyilvánosak. Az első önkormányzati választásokat 1990. november 24-én tartották.
Az 1991. december 1-jén rendezett kulturális-honismereti napon a Csemadok javasolta az önkormányzatnak, hogy állítsák vissza a falu történelmi, hagyományos nevét, a Köbölkut formát. Ennek alapján 1991. december 22-én a faluban sikeres népszavazásra került sor. A népszavazáson a jogosult 1758 polgárből 1209 személy (68,8%) vett részt, közülük 1145-en (94,7%) igennel, 51 személy nemmel válaszolt a feltett kérdésre: „Egyetért a község hivatalos nevének megváltoztatásával Köbölkútra?" A résztvevők közül 11-en tartózkodtak, két szavazólap érvénytelen volt. A Szlovák Köztárasaság kormánya az eredményt azonban elutasította. 1993-ban átnevezték és kétnyelvűsítették a község utcáit.

## A község jelképei
Címerében osztott pajzs alsó részén pázsit (zöld sáv a pajzs 1/7-én, felső része piros színű). A címer fő eleme egy ezüst színű gémeskút – amely a falu történelméből ered. Jobb oldalt aranyszínű Nap található.
A címer színeinek jelentése a következő:
- Piros – a szülőföld iránti szeretetet, hűséget, önfeláldozást, tettrekészséget jelenti;
- Zöld – a remény, halhatatlanság, feltámadás, a tavasz és a zöld gabonatáblák jelképe;
- A fémek jelentése:
  - Arany – az áldásos, jótékony Nap, sugara az örökkévalóságot szimbolizálja. Az arany a fényesség, dicsfény, fennköltség, bizalom, erkölcsösség, erény kifejezése;
  - Ezüst – a bölcsesség, tisztaság, ártatlanság jele.

A falu zászlaja
A lobogó elkészítésének tervezete a címerben található színekből indul ki. Méretei és alakja heraldikailag adott. A hosszúság 1/3 részéig benyúlnak az ún. fecskefarkak (két fecskefarok a községre, egy pedig a városra utal).
A lobogó közepén zöld sáv (utalás a címer zöld pázsitjára), egy arany sáv a jobb oldalon, illetve egy ezüst sáv heraldikailag a bal oldalon. A zászlón a fémek színes textilanyagokkal vannak helyettesítve: aranysárga textil, ezüstfehér textil. A lobogó két oldalán szélesebb vörös sávok találhatók. A sávok függőlegesek, szélességük a következő arányú: 4/12 - 1/12 - 2/12 - 1/12 - 4/12.
A község zászlaját Novák Ágota iparművész, a címert Smidt Róbert, szőgyéni szobrász és festőművész 1997 őszén készítette. Ünnepélyes bemutatásuk november 23-án történt.

## Népessége
| Év:            | 1994. | 2004.   | 2014.   | 2024.   |
| -------------- | ----- | ------- | ------- | ------- |
| Emberek száma: | 2410  | 2259    | 2220    | 2051    |
| Eltérés:       |       | -6,26 % | -1,72 % | -7,61 % |

| Év:            | 2023. | 2024.   |
| -------------- | ----- | ------- |
| Emberek száma: | 2067  | 2051    |
| Eltérés:       |       | -0,77 % |

1880-ban 1738 lakosából 1582 magyar és 22 szlovák anyanyelvű volt.
1890-ben 1884 lakosából 1824 magyar és 24 szlovák anyanyelvű volt.
1900-ban 1988 lakosából 1939 magyar és 24 szlovák anyanyelvű volt.
1910-ben 2021 lakosából 2018 magyar és 1 szlovák anyanyelvű volt.
1921-ben 2129 lakosából 2066 magyar és 49 csehszlovák volt.
1930-ban 2382 lakosából 1859 magyar és 459 csehszlovák volt.
1941-ben 2172 lakosából 2161 magyar és 8 szlovák volt.
1970-ben 2667 lakosából 2135 magyar és 501 szlovák volt.
1980-ban 2588 lakosából 2068 magyar és 483 szlovák volt.
1991-ben 2374 lakosából 1913 magyar és 432 szlovák volt.
2001-ben 2311 lakosából 1718 magyar és 511 szlovák volt.
2011-ben 2218 lakosából 1513 magyar, 581 szlovák, 15 cseh és 105 ismeretlen nemzetiségű.
2021-ben 2123 lakosából 1363 (+69) magyar, 608 (+56) szlovák, 23 egyéb és 129 ismeretlen nemzetiségű volt.

## Nevezetességei
- Borromei Szent Károly tiszteletére szentelt római katolikus temploma 1747-ben épült. Műemléki felmérési vázlata 1960-ban készült.[43]
- Temetőjében az 1780-ban épített Szentháromság-kápolna és egy értékes szobor (Krisztus levétele a keresztről) áll.
- A Jézus Szíve-kápolnát 1898-ban, a Szűz Mária kápolnát 1855-ben építették.
- Természeti látványossága a Párizsi mocsarak egyedülálló növény- és állatvilággal, kilátótoronnyal. A 18. században még egy nagy tó volt a helyén, amelyen kis szigetek úsztak, de 1819-ben Pálffy herceg megbízásából lecsapolták. 1966-ban nyilvánították védetté, 1990 óta Ramsari-terület is. Különösen madárvilága értékes, száznál is több fajt figyeltek már meg itt, ennek 40%-a itt is fészkel, valamint néhány vidra is él a területen.[44]
- Szent Vendel szobrát 1911-ben állíttatták.[45]
- Köbölkúton épült a Makovecz Imre által tervezett nádszínpad, mely a nádkitermelés és nádfeldolgozás évszázados hagyományaiból kiindulva – ennek tiszteletet adva és emléket állítva készült. A nádszínpad számos neves eseménynek adott otthont, 2022-ben azonban leégett.

## Utcái
A község utcái 1993-tól:
- Akácfa utca
- Búcsi út
- Csapás
- Szivárvány utca
- Tavasz utca
- Fenyőfa utca
- Kolónia
- Templom utca
- Rövid utca
- Kereszt utca
- Virág utca
- Óvoda utca
- Érsekújvári út
- Újsor
- Szép utca
- Nyírfasor
- Kertalja
- Rózsa utca
- Csalogány utca
- Napos utca
- Stampay János utca
- Óhegy utca
- Szőgyéni út
- Iskola utca
- Sport utca
- Tabán utca
- Csendes utca
- Nádrajáró
- Szőlősor
- Fűzfa utca
- Állomás utca

## Híres emberek
- Itt született 1906. november 17-én Szabó István katonatiszt, kommunista politikus, országgyűlési képviselő.
- Itt született 1938. január 26-án Szalay Tibor labdarúgó, csatár.
- Itt született 1946. január 4-én Dušan Dušek költő.
- Itt született 1956. április 6-án Liszka József etnológus.
- Itt élt Stampay János (Léva, 1864. december 7. – 1960. január 27.) tanár, iskolaigazgató, kántor, író
- Itt szolgált Szüllő Rezső (1912–1982) plébános.
- Itt született 1973. május 1-én Hornyák Zsolt szlovák válogatott labdarúgó, a Puskás Akadémia FC vezetőedzője.
- Itt született Hinora Sándor, akinek kulcsfontosságú szerepe volt abban, hogy a község lakosai megmeneküljenek az 1946-1948-as ún. lakosságcserétől.

## Képtár

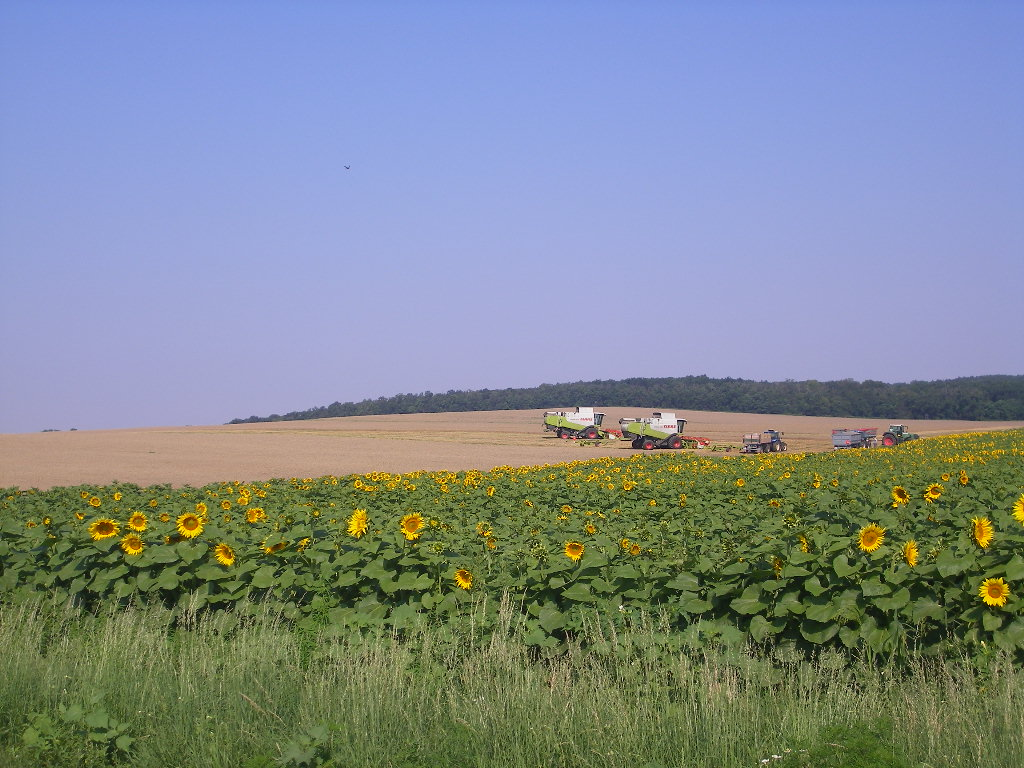
Tájkép a község délnyugati részén
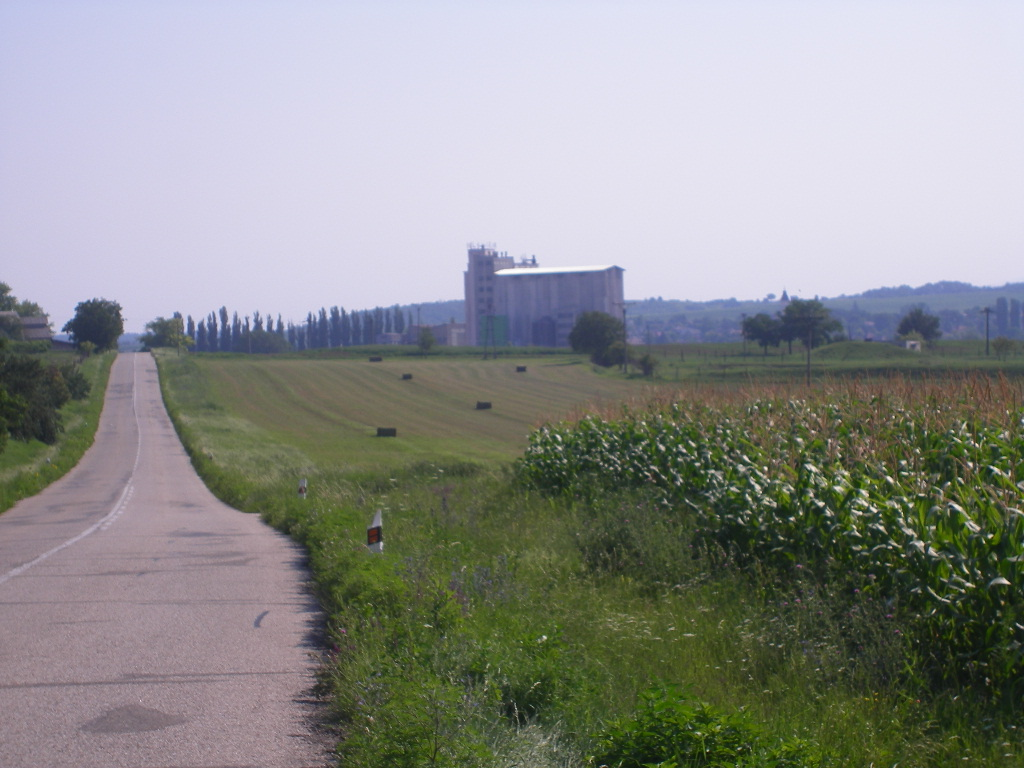
Búcs és Köbölkút között
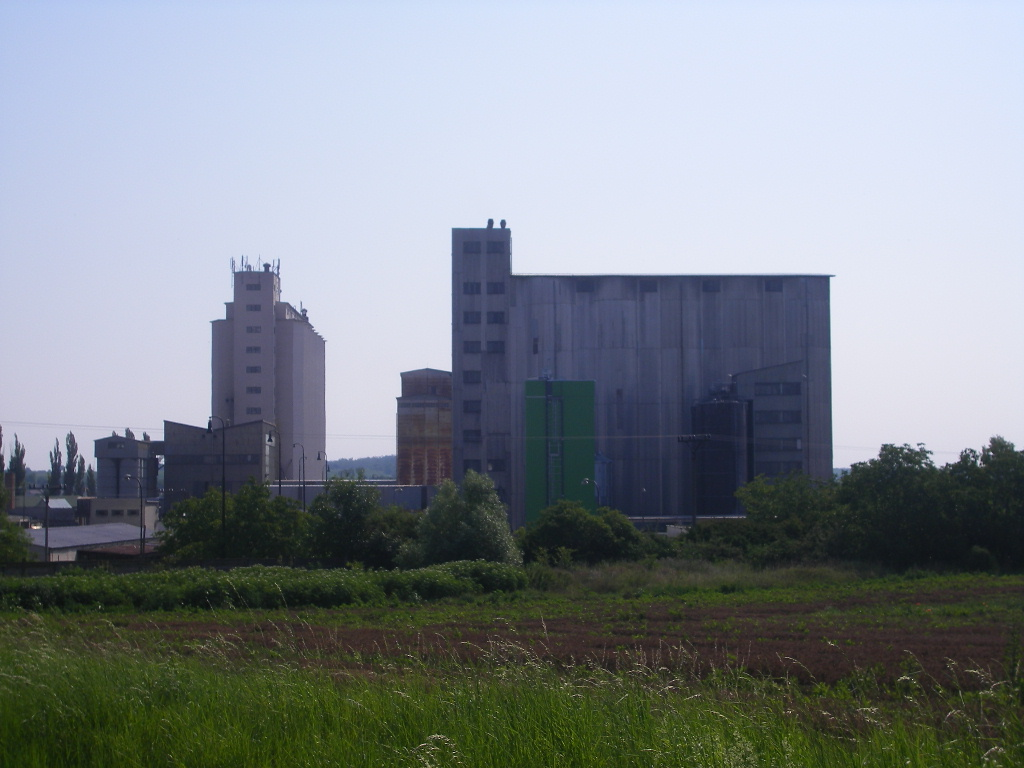
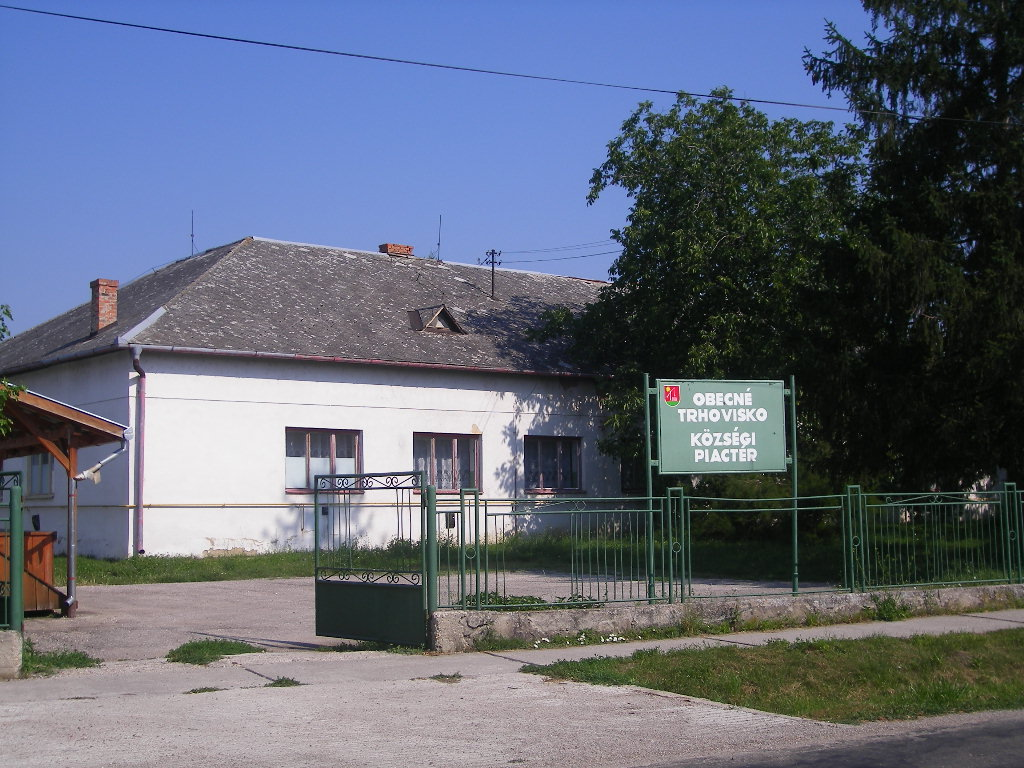
Községi piactér
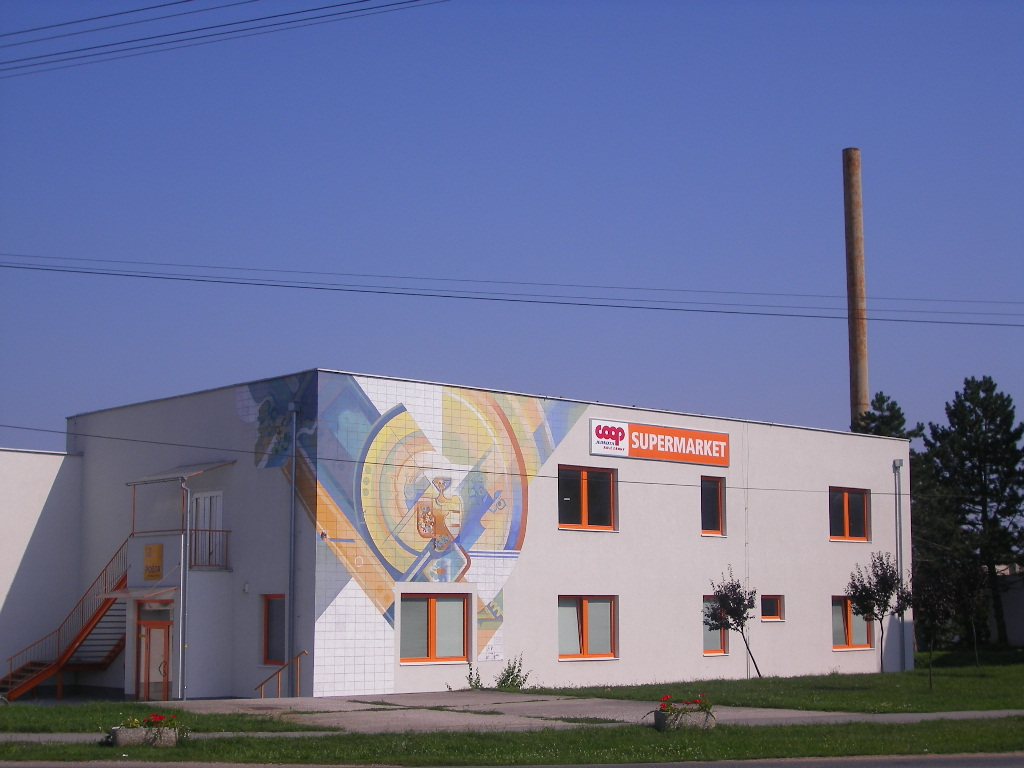
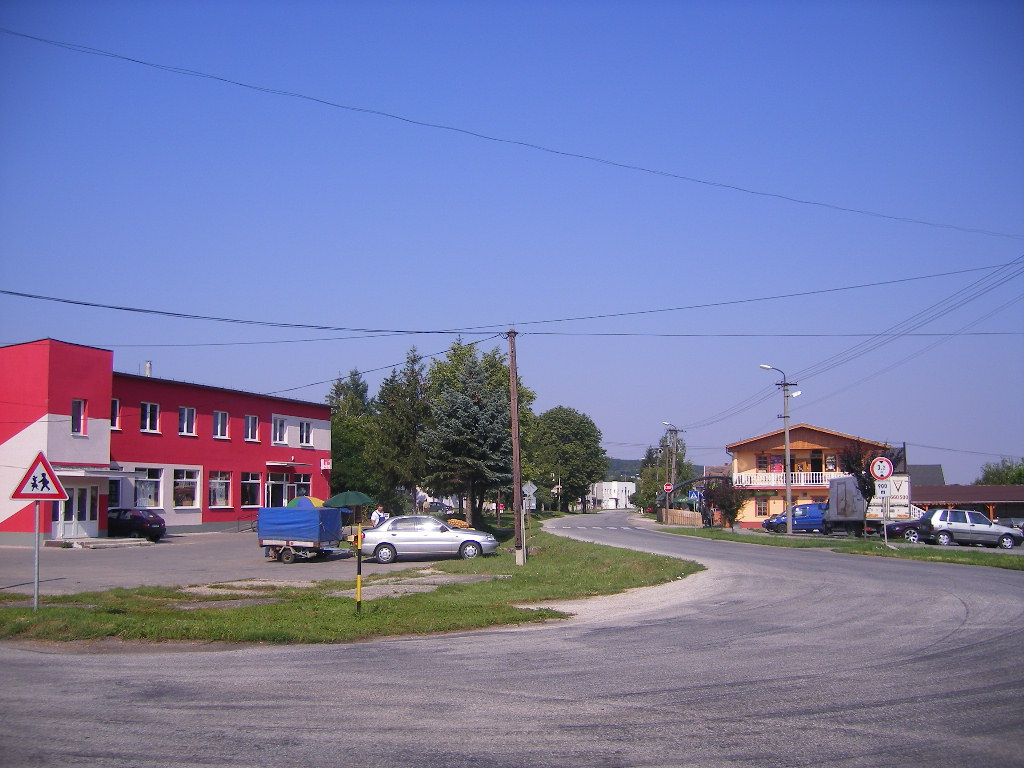
A falu központjában
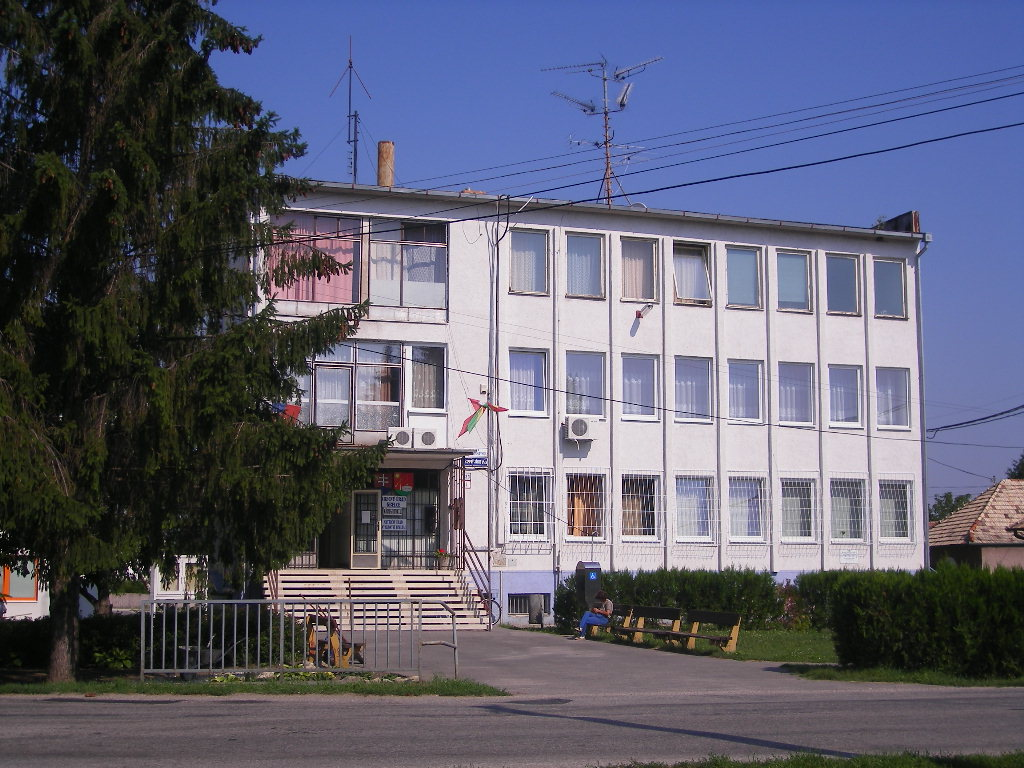
Községháza
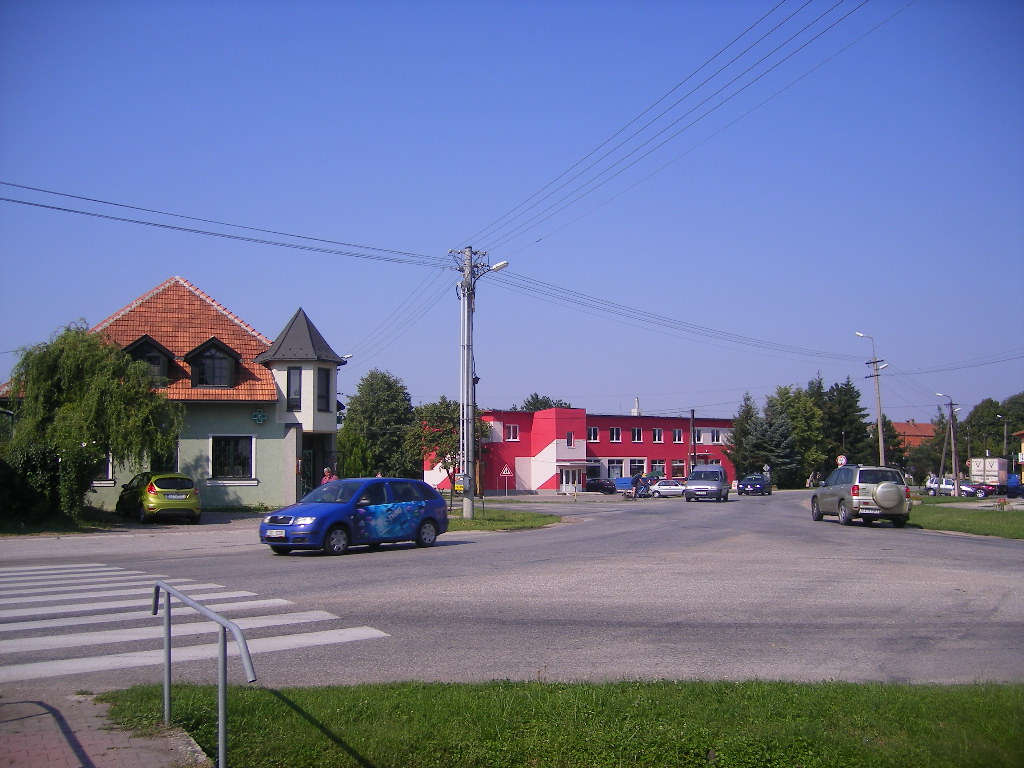
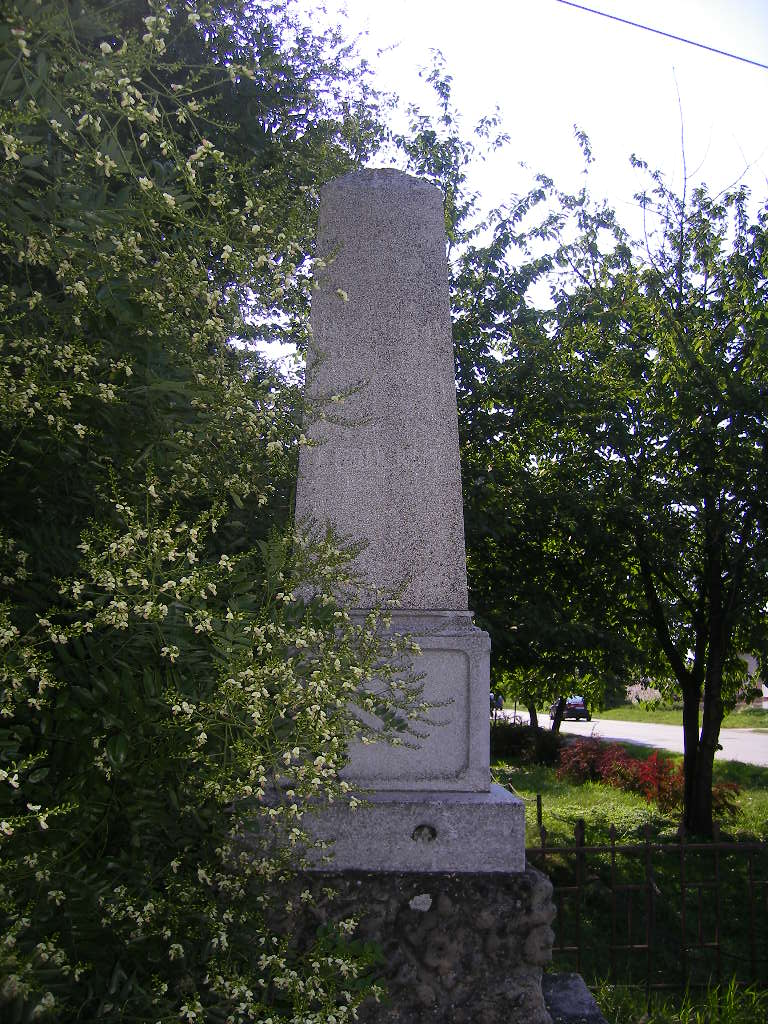
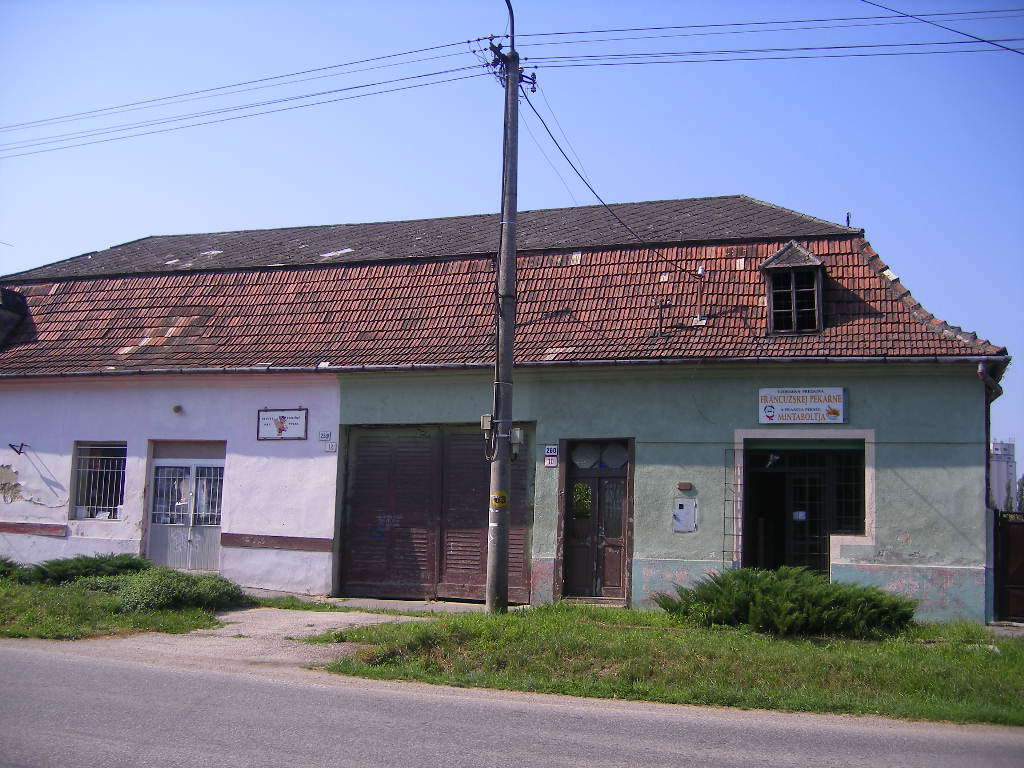
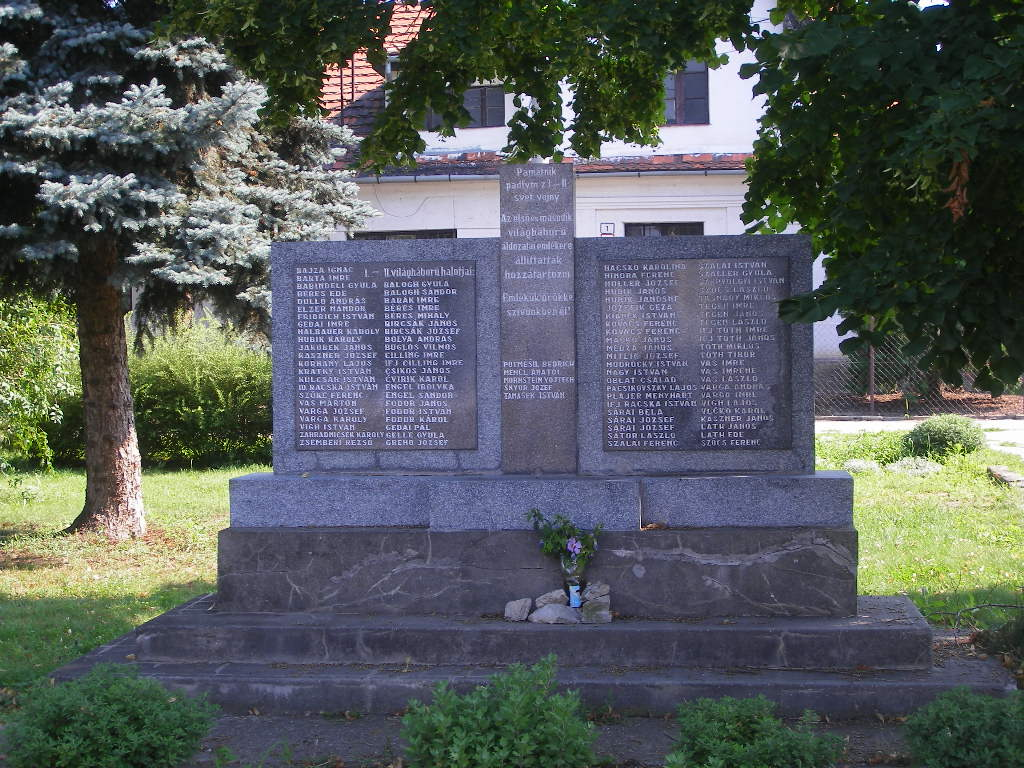
A két világháború áldozatainak emlékműve
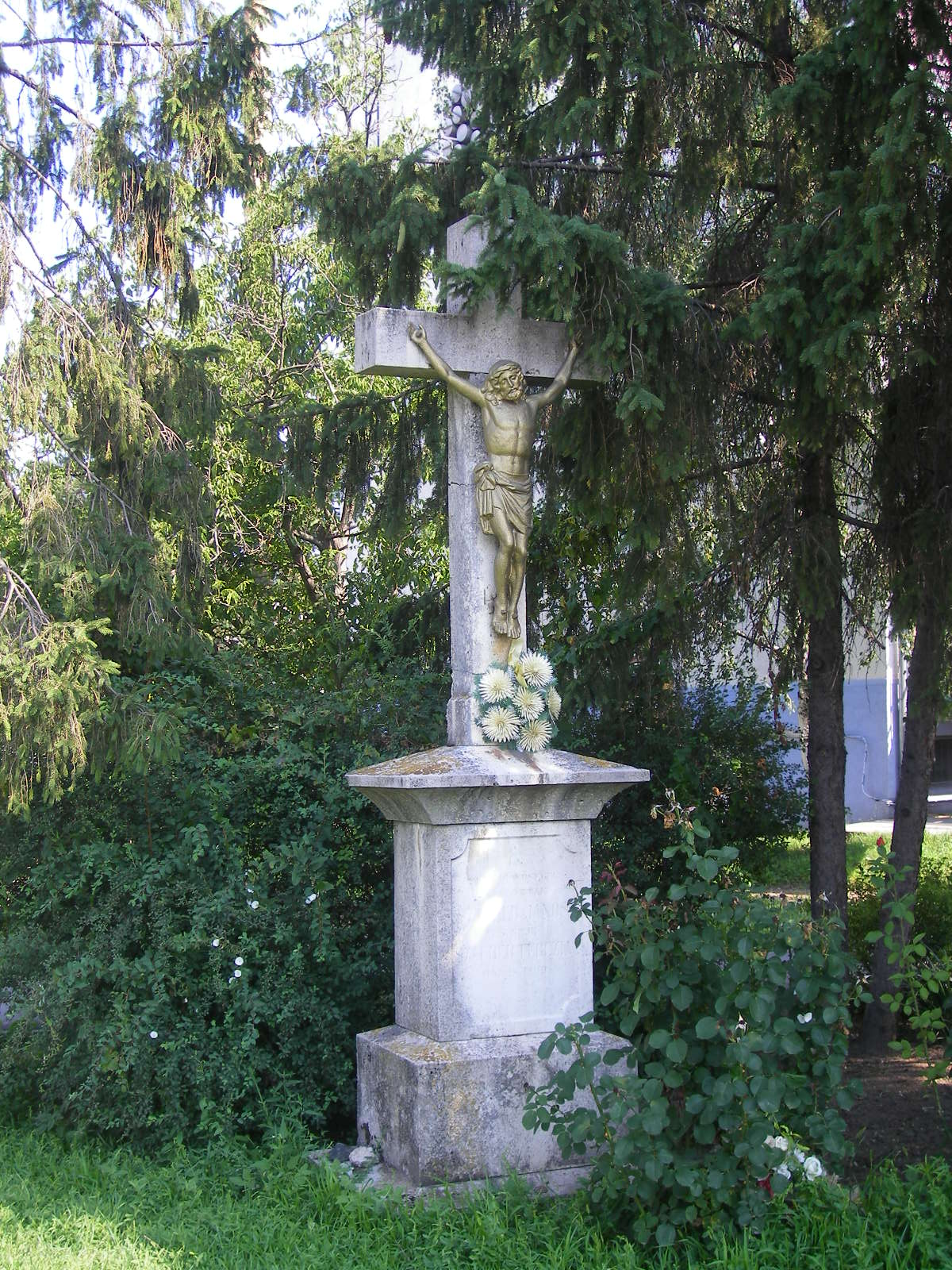
Feszület a faluközpontban
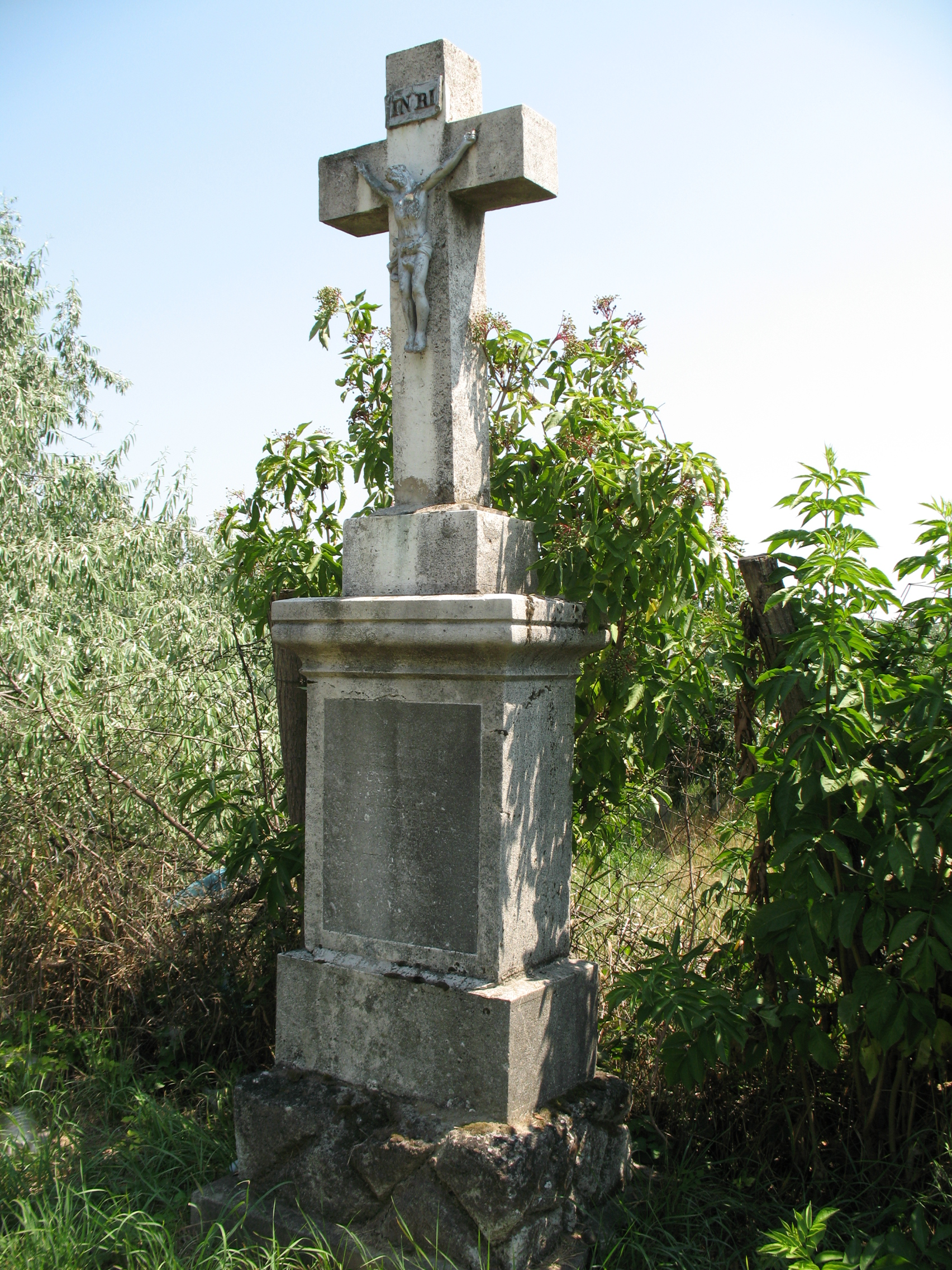
Feszület a falu szélén Szőgyén fele
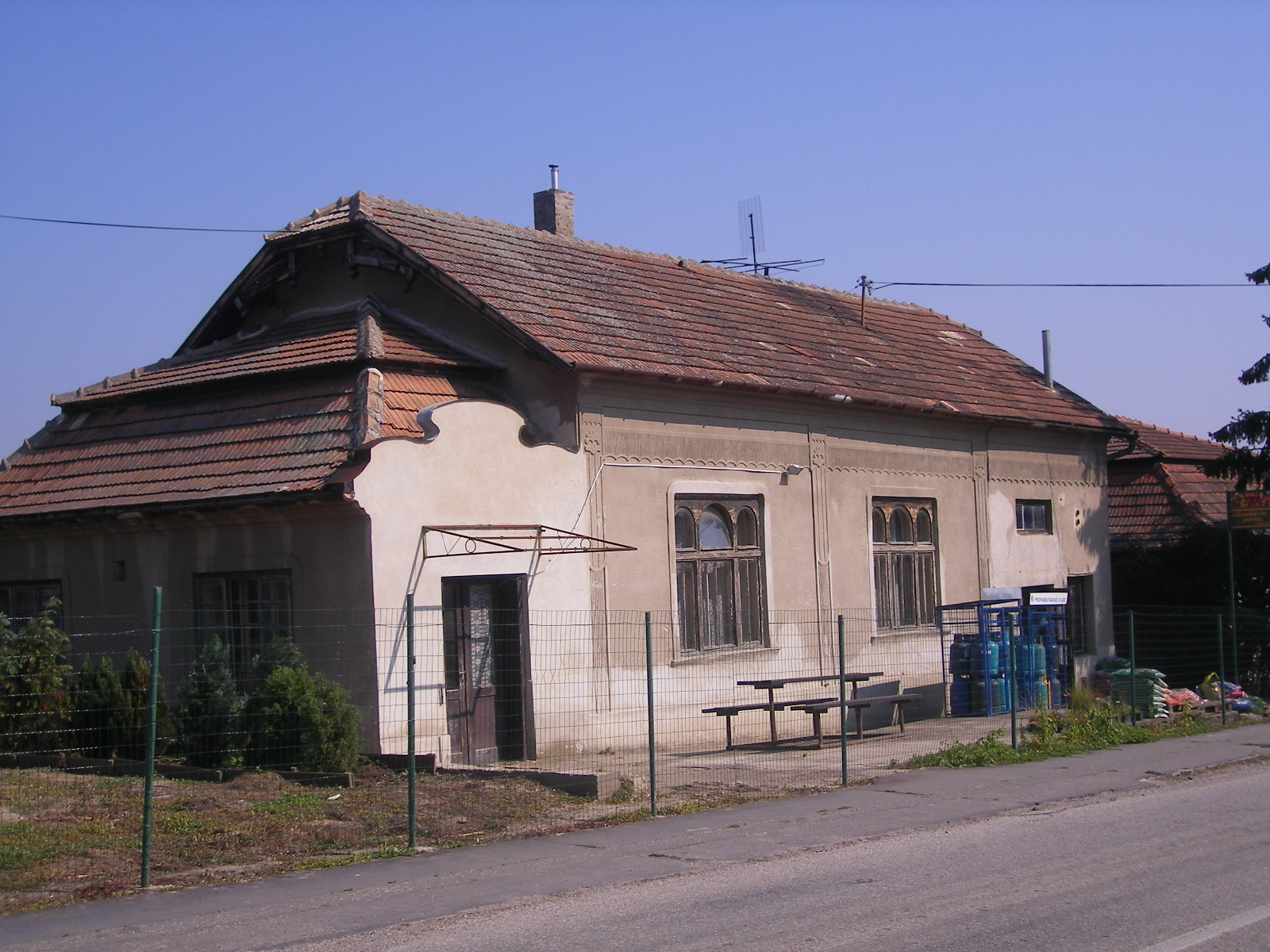
Régi ház a Szőgyéni utcában
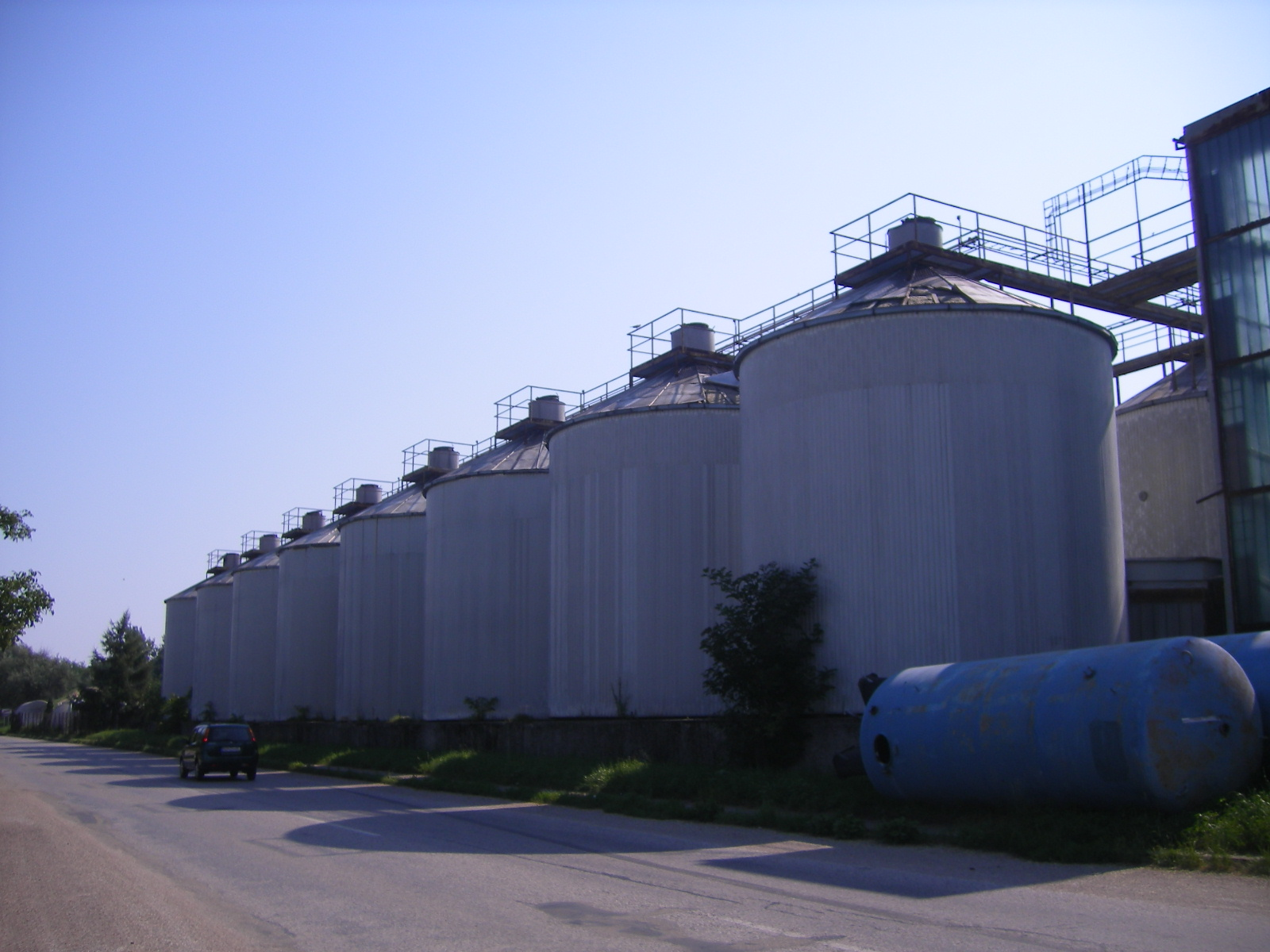
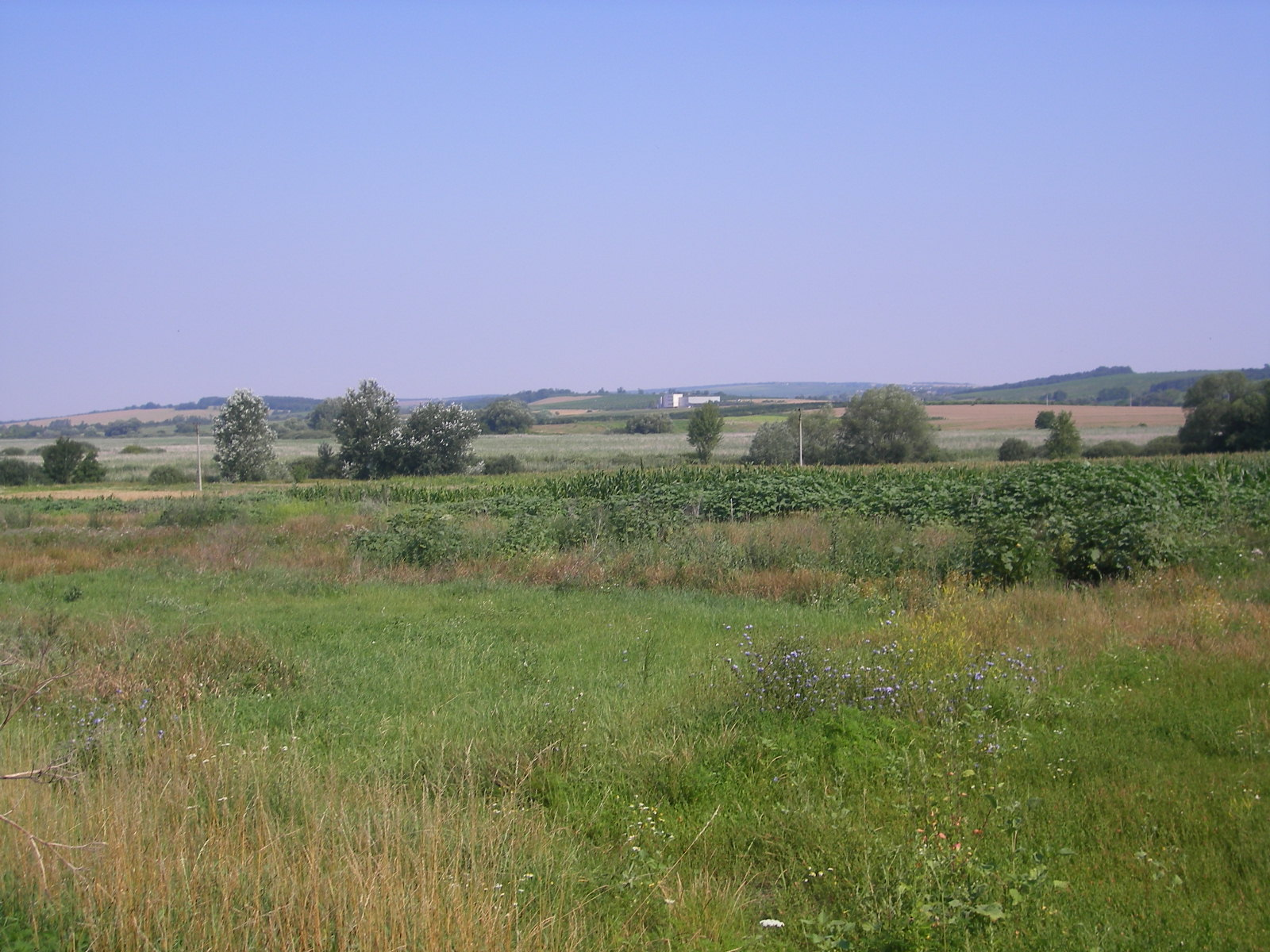
Párizsi-mocsarak Természetvédelmi Terület
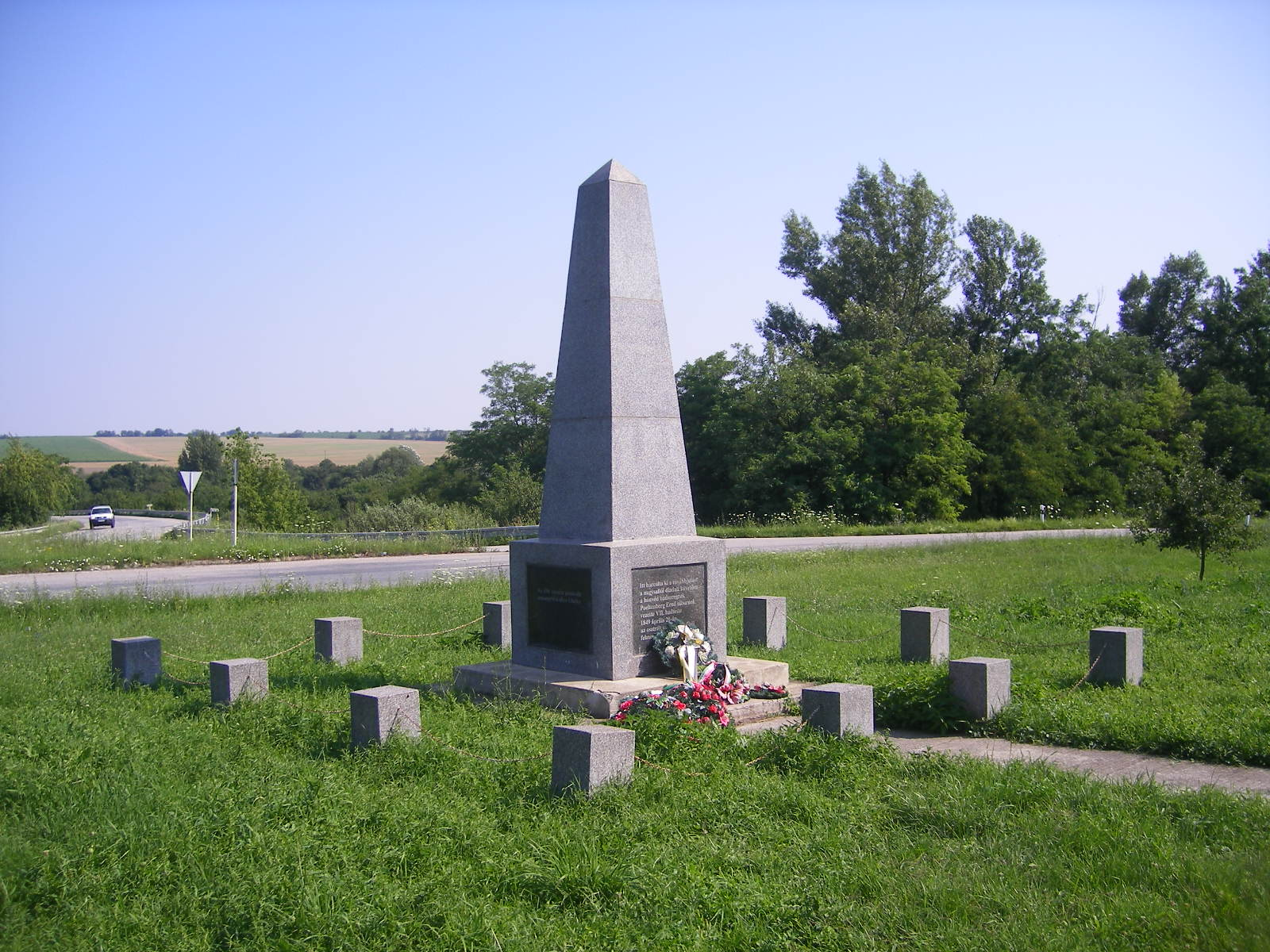
A köbölkúti csata emlékműve
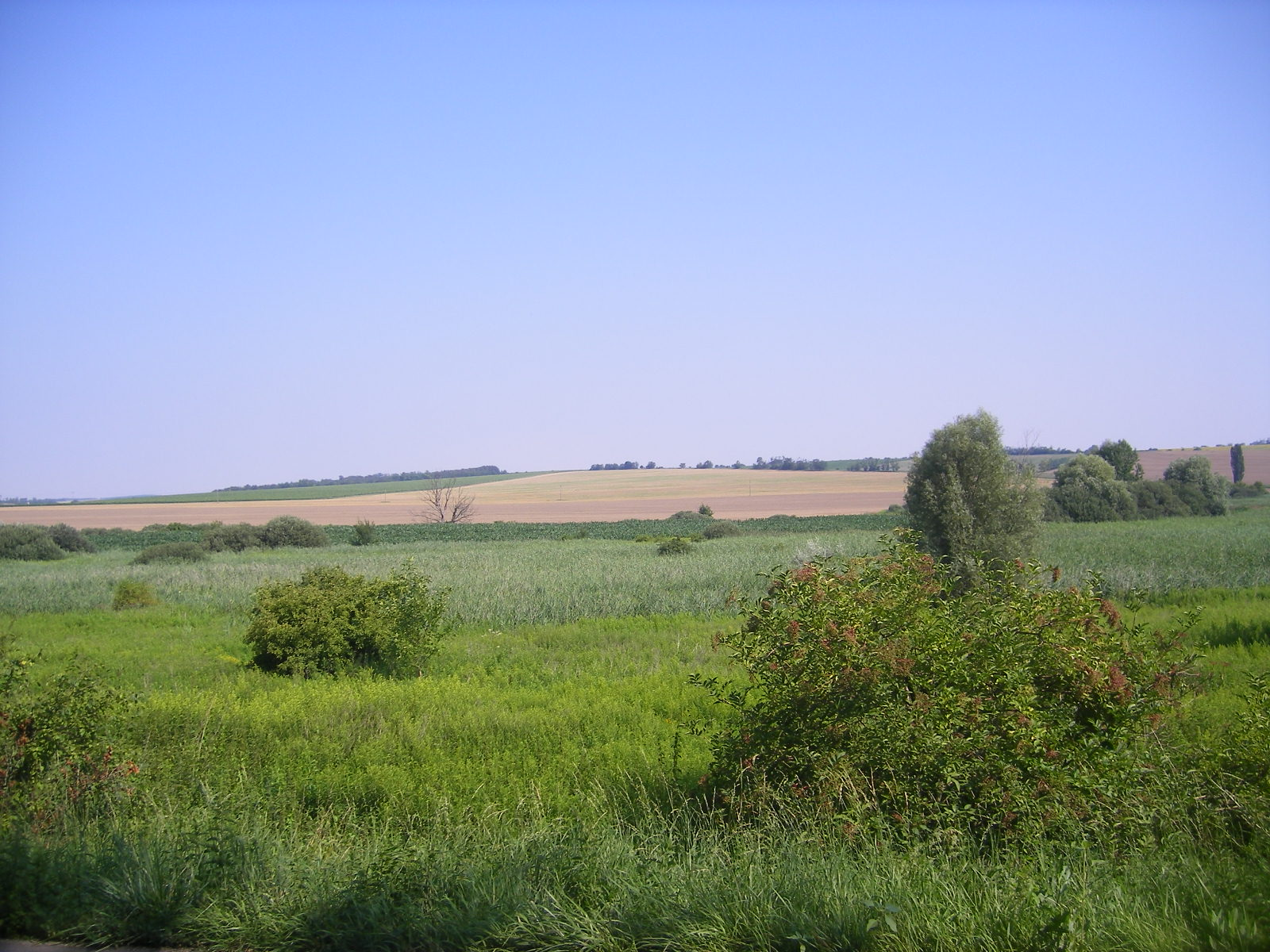
A Párizs-patak völgye
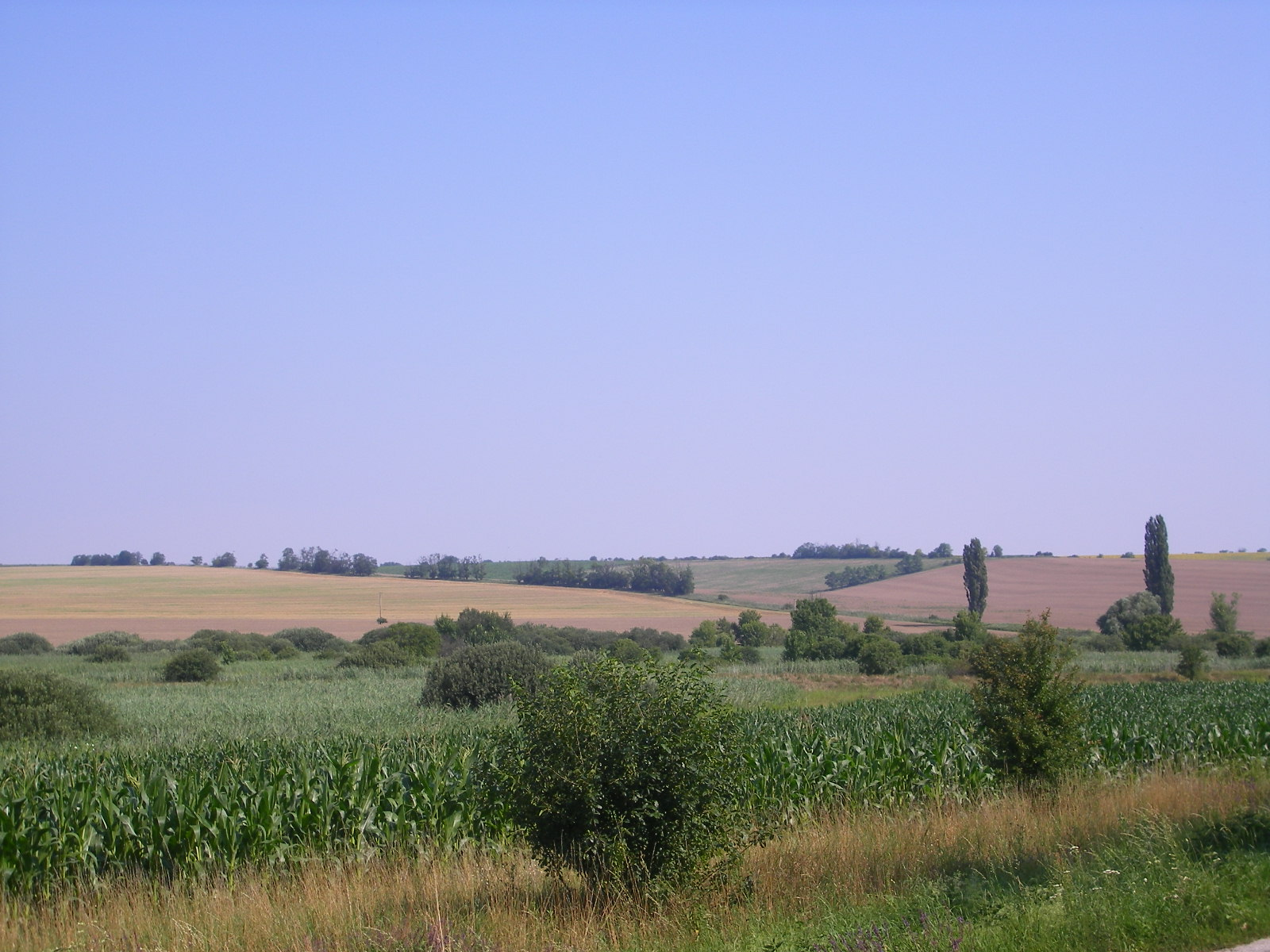
A Párizs-patak völgye